# Família Michoacana
La Família Michoacana és una organització criminal dedicada al narcotràfic i a diverses activitats il·lícites, amb base d'operacions en l'estat de Michoacán, Mèxic i la zona limítrofa de l'Estat de Mèxic i Guerrero. L'àrea d'influència d'aquest càrtel s'ha començat a expandir cap al nord de Mèxic i en els Estats Units. Recentment s'han establit en diversos municipis del sud de l'estat de Guanajuato on s'han enfrontat amb el càrtel de Los Zetas per l'ocupació de les places. Formant part de Los Zetas i del Càrtel del Golf, alguns dels seus elements van decidir separar-se en 2006 i formar la seva pròpia organització criminal.
Es presumeix que els líders actuals són José de Jesús Méndez Vargas i Nazario Moreno González, amb Servando Gómez Martínez (La Tuta) com el coordinador operatiu. Això no obstant, l'especialista de l'ONU, Edgardo Buscaglia, afirma que els líders reals del càrtel són empresaris i polítics d'alt nivell.